# Kapela sv. Marije Magdalene u Gospiću
Kapela sv. Marije Magdalene u Gospiću nalazi se na gradskom groblju u Gospiću.
Kapela sv. Marije Magdalene sagrađena je nakon pošasti kolere 1855. godine kao zavjetna kapela sv. Mariji Magdaleni, za spas protiv ove opake bolesti. U izgradnji kapele svoj obol dali su arhiđakon i župnik Grgur Pančić, barun i brigadni general Urban i pukovnik Ivan Poeck. 
Sveta misa se služi naročito na blagdan svetice zaštitnice 22. srpnja koji je poznat kao Mandalina. U blizini kapele nalazi se grob službenice Božje Žarke Ivasić i većeg broja preminulih svećenika.